# 脇田美術館
脇田美術館（わきたびじゅつかん）は、長野県北佐久郡軽井沢町にある美術館である。洋画家の脇田和の作品を収蔵・展示する。

## 収蔵作品
2012年現在、脇田和の油彩432点・素描328点・版画107点のほかペーパーバック、立体作品、コラージュや他の作家の作品を収蔵する。開館期間は例年4月中旬から11月下旬までで、冬季は休館する。

## 建築
美術館の基本設計は脇田自身が手掛け、施工は鹿島建設が担当した。美術館に隣接して、1970年竣工のアトリエがある。このアトリエは、脇田の友人である吉村順三が設計した、モダニズム建築である。